# Biathlon al X Festival olimpico invernale della gioventù europea
Le gare di biathlon si sono svolte dal 15 al 18 febbraio 2011 a Jablonec nad Nisou. In programma cinque gare. 

## Podi
| Gara                         | Oro                                                                 | Tempo     | Argento                                                                         | Tempo     | Bronzo                                                               | Tempo     |
| 12,5 km individuale maschile | Matthias Dorfer                                                     | 38'48"8   | Johannes Thingnes Bø                                                            | 40'15"7   | Roman Rees                                                           | 40'20"2   |
| 7,5 km sprint maschile       | Johannes Thingnes Bø                                                | 21'18"5   | Roman Rees                                                                      | 21'20"2   | Alexander Ketzer                                                     | 21'29"1   |
| 10 km individuale femminile  | Laura Dahlmeier                                                     | 36'43"6   | Anaïs Chevalier                                                                 | 37'58"6   | Ul'jana Kajševa                                                      | 39'22"2   |
| 6 km sprint femminile        | Laura Dahlmeier                                                     | 19'00"4   | Julia Bartolmäs                                                                 | 19'26"1   | Hilde Fenne                                                          | 19'34"4   |
| Staffetta mista              | Germania Julia Bartolmäs Laura Dahlmeier Roman Rees Matthias Dorfer | 1:28'46"2 | Norvegia Hilde Fenne Rikke Andersen Åsmund Kjøllmen Steien Johannes Thingnes Bø | 1:33'40"1 | Francia Laurane Sauvage Anaïs Chevalier Clément Dumont Florian Rivot | 1:34'12"1 |

## Medagliere
| Posizione | Paese    | Oro | Argento | Bronzo | Totale |
| --------- | -------- | --- | ------- | ------ | ------ |
| 1         | Germania | 4   | 2       | 2      | 8      |
| 2         | Norvegia | 1   | 2       | 1      | 4      |
| 3         | Francia  | 0   | 1       | 1      | 2      |
| 4         | Russia   | 0   | 0       | 1      | 1      |
| Totale    | Totale   | 5   | 5       | 5      | 15     |